# Georg Neumark

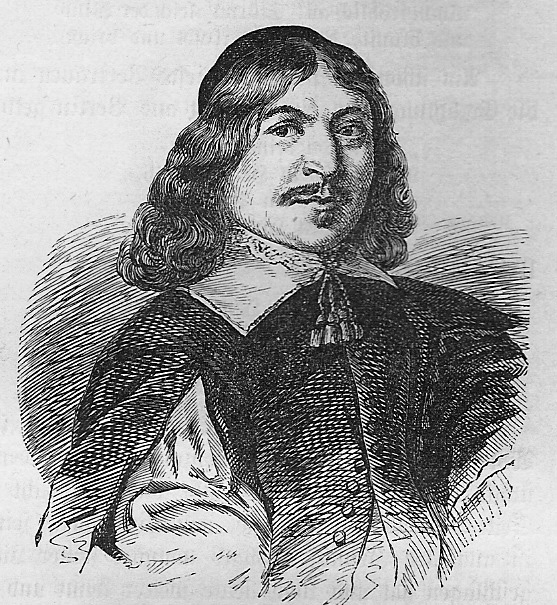
Georg Neumark in „Illustrierte Literaturgeschichte“ (1880)

Georg Neumark (* 16. März 1621 in Langensalza; † 8. Juli 1681 in Weimar) war ein deutscher Dichter und Komponist von protestantischen Kirchenliedern.

## Leben

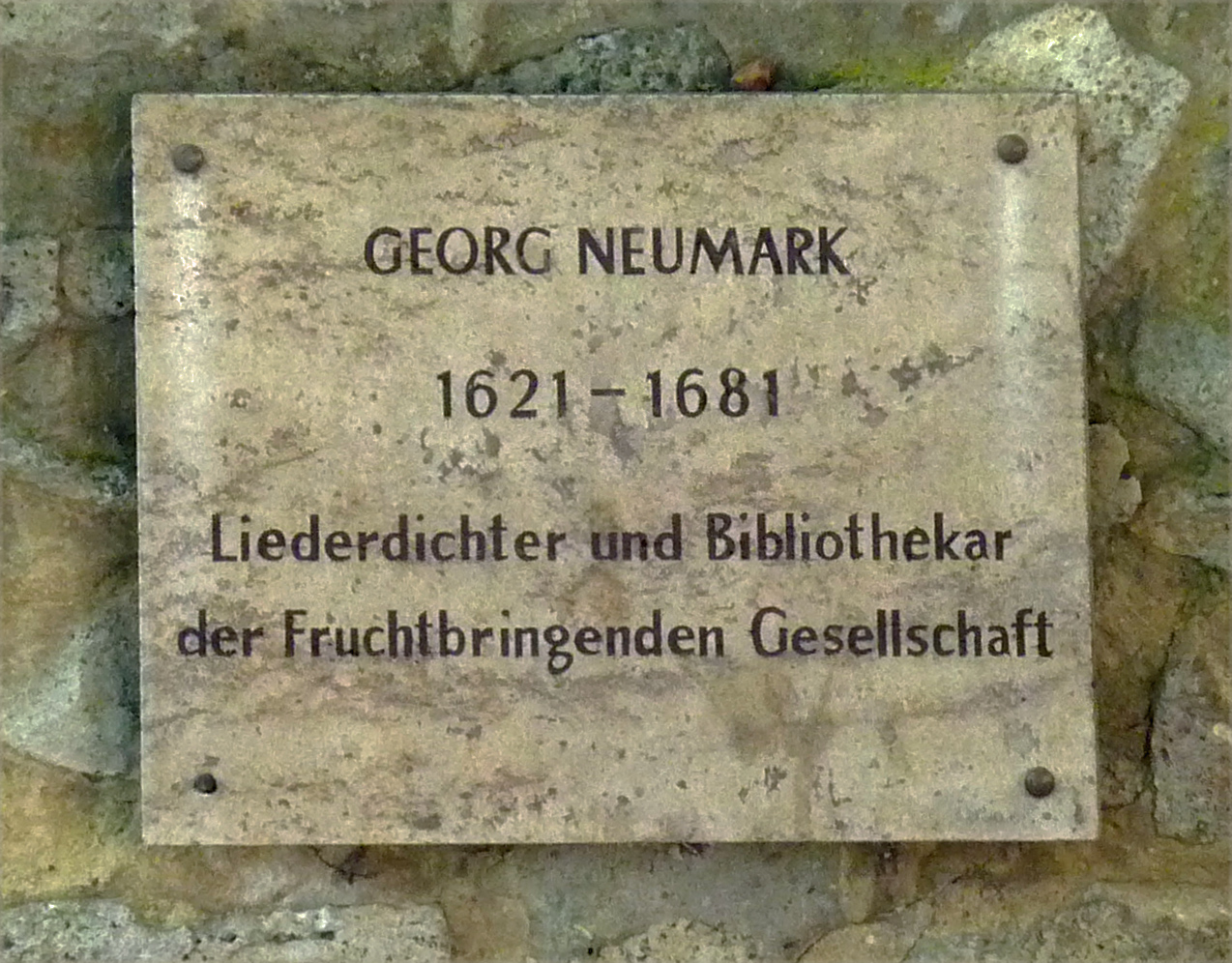
Gedenktafel zur Erinnerung an Georg Neumark auf dem Jakobskirchhof in Weimar

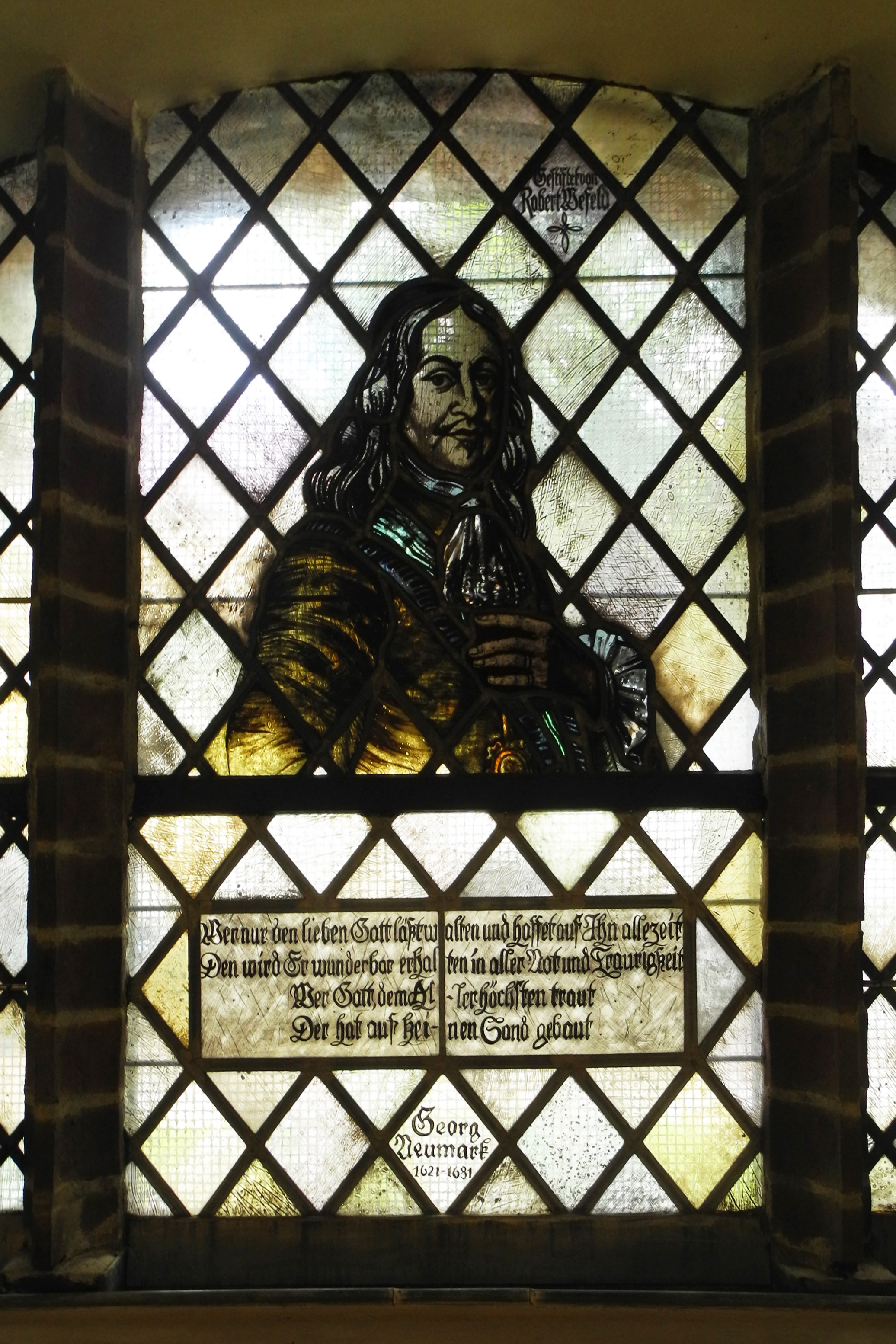
Glasfenster Georg Neumark in der Paul-Gerhardt-Kirche Lübben

Neumark war der Sohn von Michael Neumark und dessen Ehefrau Martha. Ab 1630 besuchte Neumark das Gymnasium in Schleusingen und wechselte später an das von Gotha. 1640 begann er, an der Universität Königsberg Jura zu studieren. 1641 auf dem Weg dorthin bei Gardelegen überfallen und ausgeraubt, zog er mittellos nach Hamburg. Durch die Kriegswirren bedingt, verschlug es ihn nach Kiel, wo er sich mittels einer Stelle als Hauslehrer „über Wasser hielt“. Erst 1643 konnte er zurück nach Königsberg, wo er sich neben Jura immer mehr der Musik widmete. Durch Simon Dach wurde er darin bestärkt und gefördert.
Nach erfolgreichem Studienabschluss ging Neumark erst nach Danzig (Gdańsk) und 1649 nach Thorn. Zwei Jahre später, 1651, kehrte er in seine Heimat Thüringen zurück. Dort vermittelte ihm sein Onkel, der Hofrat Plattner, die Bekanntschaft mit Herzog Wilhelm IV. von Sachsen-Weimar.
Letzterer ernannte Neumark zum Kanzleiregistrator und 1652 zum Bibliothekar. Bereits im darauffolgenden Jahr nahm der Herzog Neumark in die Fruchtbringende Gesellschaft den Palmenorden auf. Er verlieh ihm den Gesellschaftsnamen der Sprossende und das Motto Nützlich und ergetzlich. Als Emblem wurden Neumark Schwarzbraune gefüllte Nelken zugedacht. Im Köthener Gesellschaftsbuch findet sich der Eintrag Neumarks unter der Nr. 605. 1656 wurde er zum Erzschreinhalter der Fruchtbringenden Gesellschaft gewählt.
Der Pegnesische Blumenorden nahm 1679 Neumark als Mitglied auf. Mit dem Präsidenten der Nürnberger Dichtergesellschaft, Sigmund von Birken, der für ihn auch als „Literaturmanager“ im Hintergrund tätig war, hatte Neumark eine intensive, aber nicht ungetrübte briefliche Verbindung.
Georg Neumark starb am 8. Juli 1681 im Alter von 60 Jahren in Weimar und wurde dort auf dem Jacobsfriedhof beigesetzt. Der evangelische Gedenktag ist der 9. Juli.

## Werk
Neumark schrieb zahlreiche Bücher und 34 geistliche Lieder. Das wohl berühmteste ist das Trostlied Wer nur den lieben Gott lässt walten von 1641.
Ein großer Teil des Weimarer Bestandes fiel 2004 dem Brand der Herzogin-Anna-Amalia-Bibliothek zum Opfer.

## Werke (Auswahl)
- Wer nur den lieben Gott lässt walten, 1641 (sein wohl bekanntestes Lied)
- Poetisch- und Musikalisches Lustwäldchen, Hamburg 1652
- Fortgepflantzter Musikalisch-Poetischer Lustwald, Jena 1657
- Christlicher Potentaten Ehren-Krohne, Jena 1675
- Poetisch-Historischer Lustgarten, Frankfurt/Main 1666
- Poetische Tafeln, oder gründliche Anweisung zur deutschen Verskunst, Nürnberg 1668
- Der Neu-Sprossende Teutsche Palmbaum, Nürnberg 1669
- Thränendes Haus-Kreutz, Weimar 1681 (Digitalisat)

## Trivia
Neumark nannte sich selbst meist „von Mühlhausen aus Thüringen“ (nach der Stadt seiner Kindheit), wenn man ihn nach seinem Namen fragte. Die meisten seiner Werke dürften aber unter seinem richtigen Nachnamen erschienen sein.
Sein bekanntes Lied Wer nur den lieben Gott lässt walten schrieb er unter dem Eindruck folgender Geschichte: Ihm wollte es in Hamburg nicht recht glücken und alle Hoffnung auf Gottes Hilfe war ihm erloschen. Er hatte wehmütig Abschied genommen von allen erlangten Bekannten. Mit etlichen Hamburgischen Bierfuhren machte er sich auf den Weg nach Kiel in Holstein. Er kam dort glücklich an, legte sich in einer Herberge nieder mit dem kindlichen Vertrauen, dass sich Gott über ihn erbarmen möge und ihm väterlich unterhelfen und ihn versorgen möge. Ein Oberpfarrer und ein Stadtarzt in Kiel nahmen sich des hochgebildeten Jünglings an und verhalfen ihm zu einer Hauslehrerstelle. Nachdem er diese bekommen hatte, schrieb er voller Glück über die unvorhergesehene Gnade noch am ersten Tag das Lied Wer nur den lieben Gott lässt walten.
Felix Mendelssohn Bartholdy schrieb einen Chorsatz zu dem Choral, Max Reger ein Orgelwerk, Johann Sebastian Bach hat das Lied zehn Mal in seinen Werken verwendet, unter anderem in der Weimarer Kantate Ich hatte viel Bekümmernis.
Johann Herdegen vermutete 1744, das Lied sei entstanden nach der unverhofften Rückkehr der in bitterster Not verkauften Gambe des Poeten. Über diese Geschichte finden sich zahlreiche Dichtungen und musikalische Werke. Darunter ist eine Ballade von Friedrich Kind, ein Jugendbuch von Gustav Nieritz und ein Opernlibretto von Ernst Pasqué Georg Neumark und die Gambe mit der Musik von Julius Rietz, das 1859 in Weimar uraufgeführt wurde.

## Werk- und Literaturverzeichnis
- Gerhard Dünnhaupt: Georg Neumark (1621–1681). In: Personalbibliographien zu den Drucken des Barock. Band 4. Hiersemann, Stuttgart 1991, ISBN 3-7772-9122-6, S. 2958–2978.